# Laurence Engel
Pour les articles homonymes, voir Engel.
Laurence Engel, née le 17 septembre 1966 dans le 12e arrondissement de Paris, est une essayiste et haute fonctionnaire française.
Auteure de plusieurs ouvrages, elle effectue sa carrière dans le domaine de la culture. En 2016, elle est nommée présidente de la Bibliothèque nationale de France (BnF), fonction qu'elle occupe jusqu'en avril 2024.

## Biographie

### Famille et formation (1966-1993)
Fille de commerçants, Laurence Engel naît le 17 septembre 1966 dans le 12e arrondissement de Paris.  
Après avoir fait ses classes aux lycées Charlemagne puis Henri-IV, elle obtient une maîtrise en lettres ; elle est ensuite élève de l'Institut d'études politiques de Paris (1989, section Service Public), de l'École normale supérieure de Fontenay-Saint-Cloud (1987 L) puis de l'École nationale d'administration (ENA, promotion Condorcet). 

### Début de carrière (1993-2000)
À sa sortie de l'ENA, Laurence Engel entre à la Cour des comptes, où elle est d'abord auditrice (1993), puis conseillère référendaire (1995) et enfin conseillère-maître (2009).
En 1997, elle est nommée secrétaire générale adjointe de l’Institut des hautes études sur la Justice puis, à partir de 1998, est détachée auprès de la chaîne de télévision La Cinquième, comme chargée de mission auprès du président, Jérôme Clément,,. 

### Au service de la Culture (2000-2016)
En 2000, elle est nommée conseillère technique au cabinet de la ministre de la Culture, Catherine Tasca,. Deux ans plus tard, elle y devient conseillère chargée de l'audiovisuel et du cinéma.
La défaite de la gauche à l'élection présidentielle de 2002 la ramène à la Cour des comptes. En 2003, elle est nommée conseillère chargée de la culture au cabinet du maire de Paris, Bertrand Delanoé,,, puis, à partir de 2008, directrice des affaires culturelles de la ville,.
Après l'élection de François Hollande à la présidence de la République, elle devient directrice de cabinet de la ministre de la Culture Aurélie Filippetti. Deux ans plus tard, son départ est annoncé et devient effectif le 15 mai 2014.
Membre de la Franc-maçonnerie, Laurence Engel choisit de maintenir dans ses fonctions Anne Baldassari, alors Présidente du Musée Picasso et hiérarque importante de la Franc-maçonnerie, malgré une gestion financière et sociale fortement contestée du Musée et une grève de ses salariés.
Par décret du 5 septembre 2014, elle est nommée médiatrice du livre,,.

### Présidente de la BnF (2016-2024)
Alors qu'elle occupe les fonctions de présidente du conseil d'administration de l'Institut national d'histoire de l'art (INHA) et de la commission financière de l'Agence France-Presse (AFP), elle est nommée, le 5 avril 2016, présidente de la Bibliothèque nationale de France (BnF), ce qui fait d'elle la première femme à la tête de cet établissement, ; elle est reconduite dans ses fonctions en avril 2021. Elle est par ailleurs membre du conseil d'administration de l'Association des amis de la BnF.
Le mandat de Laurence Engel a coïncidé avec les grands travaux entrepris sur le site Richelieu de la BnF, devenu « Richelieu - Bibliothèques, musée, galeries », avec l'Institut national d'histoire de l'art et l'École nationale des chartes. La fin de la première tranche des travaux est inaugurée en 2017 en présence du président François Hollande. La seconde tranche, marquant la fin de la rénovation, est achevée en 2022. Les travaux de rationalisation des espaces de la BnF sont aussi marqués par le lancement d'un nouveau pôle de la BnF à Amiens, afin d'accueillir les périodiques et collections de presse : un Appel à manifestation d’intérêt lancé en 2021 aboutit au choix de la capitale picarde parmi 72 candidatures en 2021 et le choix d'un architecte en 2024, pour ouverture en 2029.
Elle a également dû gérer la crise du Covid-19 avec la fermeture de la bibliothèque pendant plusieurs semaines en raison des confinements.
Gallica demeure un point d'entrée important pour le grand public, et propose désormais des textes éditorialisés de remise en contexte des collections. data.bnf.fr connaît de nouvelles versions, avec notamment la diffusion des données au format rdf. 
Un grand chantier de FRBRisation des données (Functional Requirements for Bibliographic Records / Fonctionnalités requises des notices bibliographiques) est lancé dans le cadre de la transition bibliographique.
La bibliothèque propose une offre culturelle grand public repensée et connaît quelques grands succès, comme l'exposition sur Tolkien (2019), tout en poursuivant ses missions spécifiques de mise en valeur de ses collections spécialisées, dans le cadre d'expositions, conférences et présentations plus érudites.
Le 16 mars 2024, Laurence Engel annonce quitter ses fonctions le 6 avril 2024, sur décision d'Emmanuel Macron, qui ne souhaite pas la renouveler, afin de « donner un nouveau cap dans une nouvelle donne budgétaire »,. Elle est remplacée à ce poste par Gilles Pécout.

## Vie privée
Elle est la compagne d'Aquilino Morelle, avec qui elle a trois enfants,.

## Travaux et publications

### Travaux sur la notion de responsabilité civile
Laurence Engel écrit un article, « Les nouvelles frontières de la responsabilité civile », dans la revue Notes de la fondation Saint-Simon en février 1993, puis dans la revue Esprit de juin 1993 sous le titre « Vers une nouvelle approche de la responsabilité. Le droit français face à la dérive américaine ». Cette contribution est remarquée, notamment par Bernard Spitz, Pierre Rosanvallon et Pascal Bruckner. Ce dernier écrit ainsi dans son essai La Tentation de l'innocence : « Dans une étude passionnante sur les nouvelles frontières de la responsabilité civile, Laurence Engel, auditrice à la Cour des comptes, exprime sa crainte de voir le modèle américain du droit de la responsabilité s’installer en France avec toutes ses dérives ». Il note également que Laurence Engel propose de mieux dissocier le sujet de l’indemnisation des victimes, de celui de la responsabilité.
Dans le numéro 76 de la revue Le Débat, Laurent Cohen-Tanugi et Maria Ruegg reconnaissent l’intérêt d’une réflexion sur la notion de responsabilité civile, mais contestent cette vision du droit américain, dépeint, selon eux, comme un enfer, alors qu'il leur semble présenter également des avantages. L’échange se poursuit dans les deux numéros suivants de la revue, avec une réponse de Laurence Engel dans le numéro 77, et une nouvelle intervention dans le numéro 78 de Laurent Cohen-Tanugi et Maria Ruegg.

### Mémoire universitaire
- « L'adversaire chez François Mitterrand : analyse linguistique de la désignation de l'autre candidat par François Mitterrand lors des campagnes présidentielles officielles de 1965, 1974, 1981 et 1988 » (mémoire de diplôme), Institut d'études politiques de Paris, Paris,‎ 1989.

### Ouvrages
- La Responsabilité en crise, Paris, Hachette, coll. « Questions de société », 1995, 142 p. (ISBN 2-01-235158-1, présentation en ligne).
- François Mitterrand : le fil d'Ariane, Paris, Michalon, coll. « Le Bien commun », 1996, 119 p. (ISBN 2-84186-049-3) Laurence Engel dirige par ailleurs la collection « Le Bien commun » avec Antoine Garapon.
- Le Mépris du droit, Paris, Hachette littératures, 2000, 220 p. (ISBN 2-01-235331-2).

### Autre publication
- Les Nouvelles Frontières de la responsabilité civile, Paris, Fondation Saint-Simon, coll. « Notes de la Fondation Saint-Simon », 1993, 43 p.

## Décorations
- Chevalière de l'ordre national du Mérite le 20 novembre 2015[31] pour ses 28 ans de services.
- Commandeur de l'ordre des Arts et des Lettres (2022)[32]. Officier du 23 mars 2017[33].